# Malang Sarr
Malang Mamadou William Georges Sarr (Nizza, 23 gennaio 1999) è un calciatore francese di origini senegalesi, difensore del Lens.
Nel 2016 è stato inserito nella lista dei migliori calciatori nati nel 1999 stilata da The Guardian.

## Caratteristiche tecniche
Difensore centrale di grande fisicità ma utilizzato anche come terzino sinistro nella Nazionale Under-17 francese.

## Carriera

### Club

#### Gli inizi, Nizza
Cresce calcisticamente nel Nizza dove nel 2015 viene inserito nella seconda squadra militante nel Championnat de France amateur, quarta divisione francese. Disputa la sua prima partita da professionista il 15 agosto 2015 in occasione della trasferta vinta, per 2-1, contro il Tarbes Pyrénées. Concluderà la sua prima stagione da professionista con un bottino di 9 presenze.
Nella stagione 2016-2017, a soli 17 anni, l'allenatore della prima squadra Lucien Favre decide di inserire il ragazzo nella rosa della prima squadra. L'esordio arriva il 14 agosto 2016 scendendo in campo da titolare in occasione della prima partita di campionato contro il Rennes; proprio lui, al 60º minuto, è a siglare il gol che sancisce la vittoria dei suoi per 1-0, rete dedicata alle vittime della strage di Nizza avvenuta un mese prima. Inoltre tale marcatura lo rende il secondo giocatore più giovane a segnare nel debutto in Ligue 1, dietro solo a Bartholomew Ogbeche. Il 15 settembre successivo disputa la sua prima partita di Europa League in occasione della partita casalinga persa, per 0-1, contro i tedeschi dello Schalke 04. La sua prima stagione tra i professionisti si conclude con un bottino di 32 presenze e 1 rete.
Il 26 luglio 2017, in occasione del terzo turno preliminare pareggiato, per 1-1, contro gli olandesi dell'Ajax, disputa la sua prima partita di Champions League. Conclude la stagione 2017-2018 con 29 presenze.
Il 10 agosto 2019, giorno di apertura della stagione di Ligue 1 2019-2020, raggiunge la sua centesima presenza con il Nizza in tutte le competizioni. Al termine del suo contratto, il 30 giugno 2020, non trova l'accordo sul rinnovo rimanendo così svincolato.

#### Chelsea e prestiti al Porto e al Monaco
Il 27 agosto 2020 lo acquista il Chelsea, con il quale firma un contratto quinquennale.
Il 6 ottobre 2020 viene ceduto in prestito al Porto.
A fine prestito (in cui, nonostante un buon rendimento, ha giocato poco disputando pure alcune partite con la squadra B) fa ritorno al Chelsea, con cui fa il suo esordio assoluto il 22 settembre 2021 in Coppa di Lega contro l'Aston Villa. Il 16 ottobre seguente debutta in Premier nel successo per 0-1 in casa del Brentford.
Il 10 agosto 2022 viene ceduto in prestito al Monaco. Il 9 giugno 2023 i monegaschi annunciano il suo mancato riscatto e il conseguente addio al club del giocatore. Tornato a Londra, passa la stagione 2023-2024 fuori rosa e, il 26 luglio 2024 risolve il contratto con la società inglese, chiudendo la sua esperienza con i Blues dopo 4 stagioni e 21 presenze complessive.

#### Lens
Poche ore dopo la risoluzione contrattuale con il Chelsea, viene annunciato il suo ingaggio da parte del Lens, con cui sottoscrive un accordo biennale fino al 30 giugno 2026.

### Nazionale
Sarr ha rappresentato la Francia a vari livelli giovanili e nel settembre 2016, in occasione del torneo di Limoges, il commissario tecnico Bernard Diomède lo nomina capitano della nazionale Under-18 francese. Nel 2018, ha confermato di essere stato contattato dalla Federcalcio senegalese per rappresentare la nazionale senegalese, ma ha dichiarato che aveva ancora la speranza di giocare per la Francia.

## Statistiche

### Presenze e reti nei club
Statistiche aggiornate al 20 aprile 2025.
| Stagione        | Squadra         | Campionato      | Campionato | Campionato | Coppe nazionali | Coppe nazionali | Coppe nazionali | Coppe continentali | Coppe continentali | Coppe continentali | Altre coppe | Altre coppe | Altre coppe | Totale | Totale |
| Stagione        | Squadra         | Comp            | Pres       | Reti       | Comp            | Pres            | Reti            | Comp               | Pres               | Reti               | Comp        | Pres        | Reti        | Pres   | Reti   |
| --------------- | --------------- | --------------- | ---------- | ---------- | --------------- | --------------- | --------------- | ------------------ | ------------------ | ------------------ | ----------- | ----------- | ----------- | ------ | ------ |
| 2015-2016       | Nizza 2         | CFA             | 9          | 0          | -               | -               | -               | -                  | -                  | -                  | -           | -           | -           | 9      | 0      |
| 2016-2017       | Nizza 2         | CFA             | 3          | 0          | -               | -               | -               | -                  | -                  | -                  | -           | -           | -           | 3      | 0      |
| 2017-2018       | Nizza 2         | N2              | 1          | 0          | -               | -               | -               | -                  | -                  | -                  | -           | -           | -           | 1      | 0      |
| Totale Nizza B  | Totale Nizza B  | Totale Nizza B  | 13         | 0          |                 | -               | -               |                    | -                  | -                  |             | -           | -           | 13     | 0      |
| 2016-2017       | Nizza           | L1              | 27         | 1          | CF+CdL          | 1+0             | 0               | UEL                | 4                  | 0                  | -           | -           | -           | 32     | 1      |
| 2017-2018       | Nizza           | L1              | 21         | 0          | CF+CdL          | 1+1             | 0               | UCL+UEL            | 3+3                | 0                  | -           | -           | -           | 29     | 0      |
| 2018-2019       | Nizza           | L1              | 35         | 1          | CF+CdL          | 1+2             | 0               | -                  | -                  | -                  | -           | -           | -           | 38     | 1      |
| 2019-2020       | Nizza           | L1              | 19         | 1          | CF+CdL          | 0+1             | 0               | -                  | -                  | -                  | -           | -           | -           | 20     | 1      |
| Totale Nizza    | Totale Nizza    | Totale Nizza    | 102        | 3          |                 | 7               | 0               |                    | 10                 | 0                  |             | -           | -           | 119    | 3      |
| 2020-2021       | Porto B         | SL              | 8          | 1          | -               | -               | -               | -                  | -                  | -                  | -           | -           | -           | 8      | 1      |
| 2020-2021       | Porto           | PL              | 8          | 0          | TP+CdL          | 4+1             | 0+1             | UCL                | 6                  | 0                  | SP          | 0           | 0           | 19     | 1      |
| 2021-2022       | Chelsea         | PL              | 8          | 0          | FACup+CdL       | 4+5             | 0               | UCL                | 2                  | 0                  | SU+Cmc      | 0+2         | 0           | 21     | 0      |
| 2022-2023       | Monaco          | L1              | 13         | 0          | CF              | 1               | 0               | UEL                | 3                  | 0                  | -           | -           | -           | 17     | 0      |
| 2023-2024       | Chelsea         | PL              | 0          | 0          | FACup+CdL       | 0+0             | 0               | -                  | -                  | -                  | -           | -           | -           | 0      | 0      |
| Totale Chelsea  | Totale Chelsea  | Totale Chelsea  | 8          | 0          |                 | 9               | 0               |                    | 2                  | 0                  |             | 2           | 0           | 21     | 0      |
| 2024-2025       | Lens            | L1              | 18         | 0          | CF              | 1               | 0               | UECL               | 1                  | 0                  | -           | -           | -           | 20     | 0      |
| Totale carriera | Totale carriera | Totale carriera | 170        | 3          |                 | 23              | 1               |                    | 22                 | 0                  |             | 2           | 0           | 217    | 4      |

### Cronologia presenze e reti in nazionale
| Cronologia completa delle presenze e delle reti in nazionale ― Francia under 21 | Cronologia completa delle presenze e delle reti in nazionale ― Francia under 21 | Cronologia completa delle presenze e delle reti in nazionale ― Francia under 21 | Cronologia completa delle presenze e delle reti in nazionale ― Francia under 21 | Cronologia completa delle presenze e delle reti in nazionale ― Francia under 21 | Cronologia completa delle presenze e delle reti in nazionale ― Francia under 21 | Cronologia completa delle presenze e delle reti in nazionale ― Francia under 21 | Cronologia completa delle presenze e delle reti in nazionale ― Francia under 21 |
| Data                                                                            | Città                                                                           | In casa                                                                         | Risultato                                                                       | Ospiti                                                                          | Competizione                                                                    | Reti                                                                            | Note                                                                            |
| ------------------------------------------------------------------------------- | ------------------------------------------------------------------------------- | ------------------------------------------------------------------------------- | ------------------------------------------------------------------------------- | ------------------------------------------------------------------------------- | ------------------------------------------------------------------------------- | ------------------------------------------------------------------------------- | ------------------------------------------------------------------------------- |
| 5-6-2017                                                                        | Tirana                                                                          | Albania under 21                                                                | 0 – 3                                                                           | Francia under 21                                                                | Amichevole                                                                      | -                                                                               | 61’                                                                             |
| 24-3-2019                                                                       | Brest                                                                           | Francia under 21                                                                | 0 – 1                                                                           | Danimarca under 21                                                              | Amichevole                                                                      | -                                                                               | 81’                                                                             |
| 3-6-2019                                                                        | Le Mans                                                                         | Francia under 21                                                                | 3 – 0                                                                           | Belgio under 21                                                                 | Amichevole                                                                      | -                                                                               | 46’                                                                             |
| 11-6-2019                                                                       | Hartberg                                                                        | Austria under 21                                                                | 3 – 1                                                                           | Francia under 21                                                                | Amichevole                                                                      | -                                                                               | 62’                                                                             |
| 21-6-2019                                                                       | Serravalle                                                                      | Francia under 21                                                                | 1 – 0                                                                           | Croazia under 21                                                                | Europeo Under-21 2019 - 1º turno                                                | -                                                                               |                                                                                 |
| 24-6-2019                                                                       | Cesena                                                                          | Francia under 21                                                                | 0 – 0                                                                           | Romania under 21                                                                | Europeo Under-21 2019 - 1º turno                                                | -                                                                               |                                                                                 |
| Totale                                                                          |                                                                                 | Presenze                                                                        | 6                                                                               |                                                                                 | Reti                                                                            | 0                                                                               |                                                                                 |

## Palmarès

### Club

#### Competizioni nazionali
- Supercoppa di Portogallo: 1

Porto: 2020

#### Competizioni internazionali
- Supercoppa UEFA: 1

Chelsea: 2021
- Coppa del mondo per club: 1

Chelsea: 2021